# Йозеф Виберальський
Йозеф Виберальський (пол. Józef Wybieralski, 9 березня 1946 — 7 листопада 2023) — польський спортсмен.
Учасник Олімпійських Ігор 1972 року.